# Histoire des Juifs à Besançon

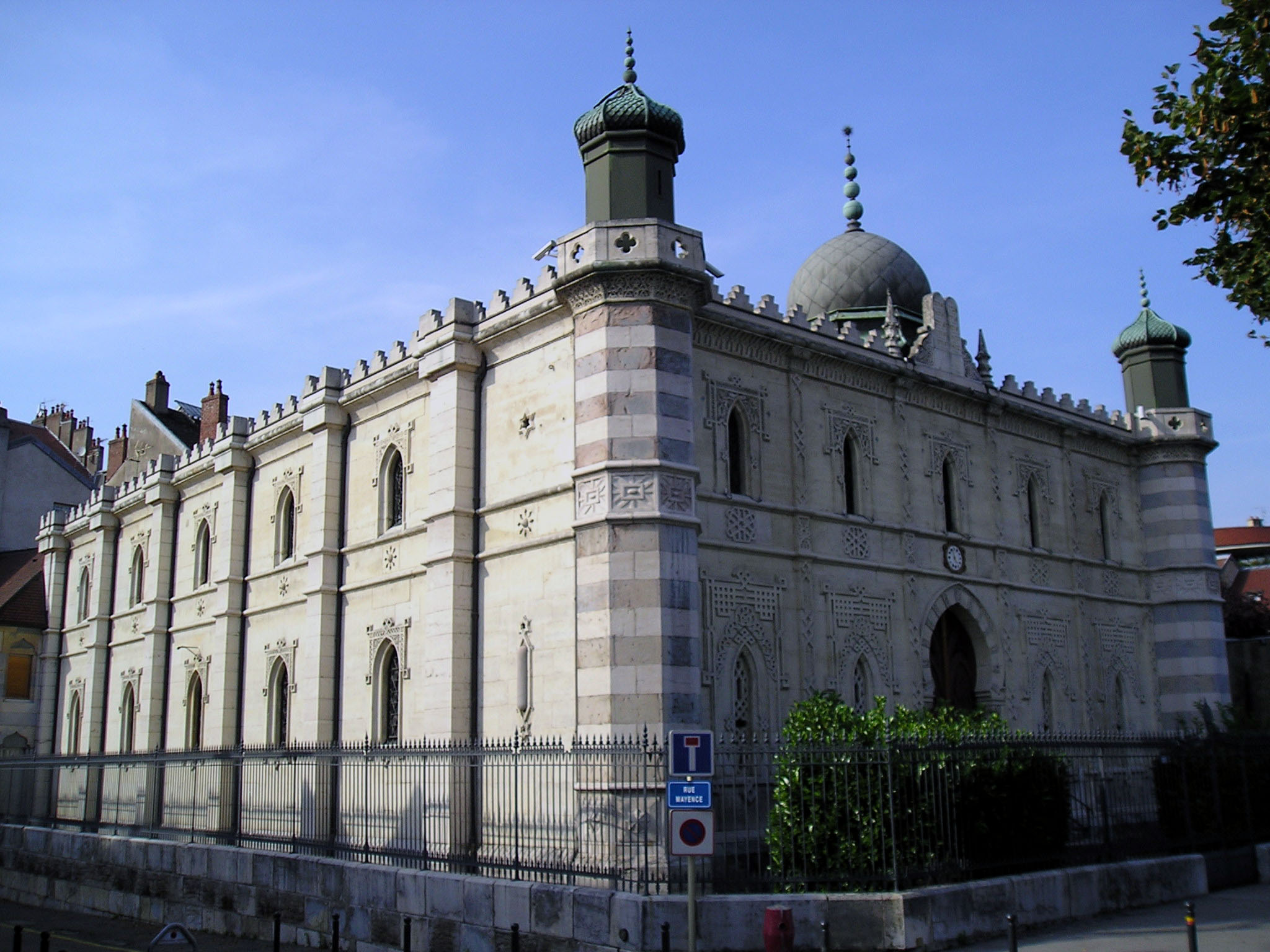
La synagogue de Besançon, construite en 1869 dans le quartier de Battant.

Vous lisez un « bon article » labellisé en 2010.
Les débuts de l'histoire des Juifs à Besançon remontent au Moyen Âge, période durant laquelle les Juifs s'installent dans la ville attirés par son activité de place commerciale. La communauté est fondée à la fin du XIVe siècle et, en raison de son statut de cité impériale, Besançon reste l'un des seuls territoires de la France actuelle à tolérer les Juifs après leur expulsion du royaume de France en 1394. La communauté est néanmoins expulsée à son tour de Besançon au milieu du XVe siècle. Les Juifs font un timide retour dans la ville au XVIIIe siècle mais ce n'est qu'après la Révolution française, qui les émancipe, que leur situation dans la capitale comtoise se stabilise. Même si la communauté juive ne dépasse jamais les 2 000 personnes sauf à la veille de la Seconde Guerre mondiale, elle connaît une grande réussite économique durant la révolution industrielle à la fin du XIXe siècle, quand les Lipmann fondent Lip, marque de l'horlogerie qui devient ensuite l'un des moteurs économiques de la région et reste associée au nom de la ville.
L'importance de la communauté est reconnue en 1881 par la signature d'un décret autorisant la création d'un consistoire siégeant à Besançon. Durant la Seconde Guerre mondiale, la communauté bisontine comme le reste des Juifs de France est touchée de plein fouet par la politique antisémite nazie. À partir des années 1950, l'arrivée des Juifs d'Afrique du Nord apporte de la vitalité à la communauté et lui donne un nouveau visage. La synagogue de Besançon, le cimetière juif et le château de la Juive sont autant de témoignages de la contribution de cette communauté à l'histoire bisontine.

## Histoire

### Moyen Âge
Avant le Moyen Âge, rien n'atteste d'une présence juive dans la région, bien qu'elle ne soit pas à exclure : à l'apogée de l'Empire romain, 10 % de la population générale était juive et, en Gaule, la présence de Juifs est attestée particulièrement dans la vallée du Rhône dès le IIIe siècle. Ainsi il est possible qu'il y ait eu des Juifs romains à Vesuntio bien que rien ne le prouve formellement.
C'est donc au XIIIe siècle et XIVe siècle que l'histoire de la population juive à Besançon peut être retracée avec certitude. Au XIIIe siècle, la ville de Besançon étant une place commerciale privilégiée en raison de sa proximité avec l'Allemagne et l'Italie, de nombreux commerçants juifs passent régulièrement au sein de la capitale comtoise. Une lettre du pape Innocent IV envoyée en 1245 à l'archevêque de Besançon lui demandant de faire respecter le port de la rouelle par les Juifs confirme leur présence dans la région dès cette époque.
Au XIVe siècle, le gouvernement communal de Besançon décide d'accorder aux Juifs des autorisations de séjour sur le territoire, moyennant un droit « d’entrage » ainsi qu'un « cens annuel ». En 1393, des documents attestent que douze familles juives sont installées dans la ville, et que celles-ci « entretiennent Joseph de Trèves pour maistre de leur escole ». L'année qui suit, un citoyen bisontin est condamné à 60 sous d'amende pour avoir battu l'un des Juifs qui étaient « en la garde de la ville ». Il semble que certains Juifs de France se réfugient à Besançon au milieu du XIVe siècle pour échapper à l'amende ordonnée contre les Juifs pour participation au complot des lépreux, une théorie du complot juif voulant qu'ils se soient alliés avec les lépreux et le royaume de Grenade musulman pour empoisonner les puits,. En 1394, le roi de France Charles VI expulse les Juifs de ses États, et le duc Philippe le Hardi en fait de même dans le duché de Bourgogne.
Mais la ville de Besançon est une cité impériale, et n’est donc pas touchée par ces mesures restrictives. Elle devient alors un refuge pour les Juifs expulsés des États voisins, ce qui alimente la croissance démographique de la communauté bisontine. Les Juifs de la ville sont bouchers, banquiers, orfèvres et occupent une place de plus en plus importante au sein de la ville. Peu à peu, ils deviennent la catégorie d'habitants la plus riche de la région, à tel point que certains d'entre eux avancent à plusieurs reprises de l’argent à la Cité. Au Moyen Âge, la population juive est installée principalement dans les quartiers situés à l'extérieur de La Boucle, dans l'actuel quartier de Battant. Des documents attestent également de la présence d'une synagogue dans l'actuel quartier de Battant, rue du Grand Charmont. Le premier cimetière juif de la ville, nommé cimetière de Calmoutier, est établi au nord de la cité, dans l'actuel quartier de Montrapon-Fontaine-Écu.
Au Moyen Âge tardif (XIVe et XVe siècles), le statut des Juifs se détériore et, au-delà des polémiques doctrinales, ils sont accusés des principaux troubles et calamités ravageant le pays, notamment de la peste noire, et sont alors exclus. La vente du cimetière par la municipalité en 1465 marque la fin de la communauté pour plus de trois siècles,.

### Histoire moderne

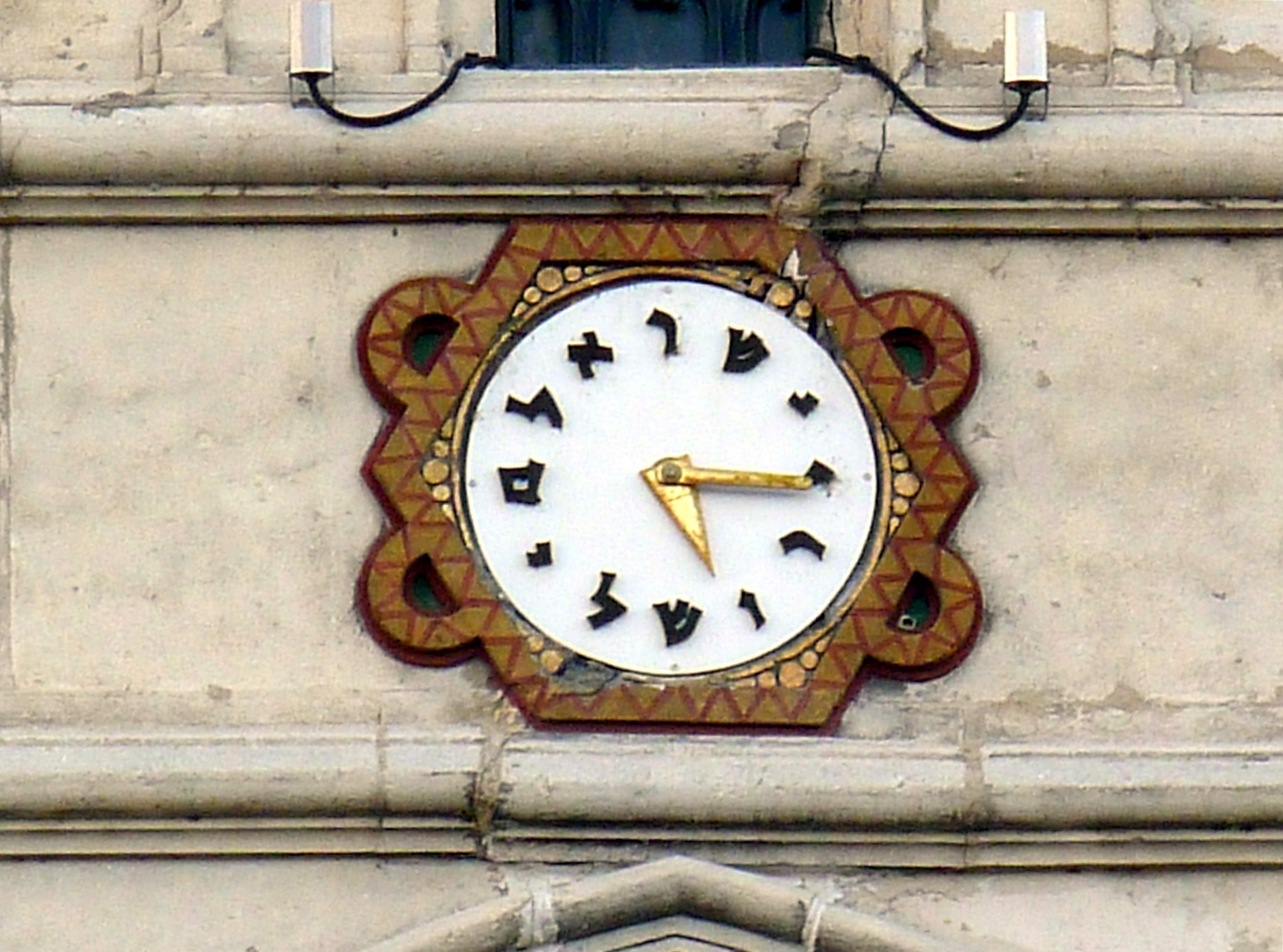
Horloge de la synagogue de Besançon avec l'inscription ישראל ירושלים (« Israel Jérusalem » en hébreu) en guise de chiffres

Besançon devient, comme le reste de la Franche-Comté, française, avec le traité de Nimègue de 1678. Les registres de délibérations municipales indiquent en 1693 qu’il est interdit aux marchands juifs de fréquenter la cité sans s’être déclarés au préalable,,. Ils ne peuvent alors séjourner plus de trois jours consécutifs et ont interdiction de faire du commerce sans l’assistance de l’un des syndics municipaux,. Cependant, cette restriction connaît quelques exceptions, notamment en mai 1736 où deux Juifs de Metz sont autorisés à faire commerce pendant huit jours par an,. En 1754, une tolérance de quelques mois de séjour est accordée aux Juifs Vidal, qui sont d'importants marchands de soieries, ou encore en 1768, quand le Juif Salomon Sax se voit autorisé à exercer la gravure de pierres fines à Besançon, mais à condition de ne pas faire commerce de son œuvre,.
Au début de la Révolution française, il est toujours interdit aux Juifs de séjourner plus de trois jours consécutifs dans la capitale comtoise et ils doivent aussi se cantonner à certains métiers. C'est ainsi qu'en décembre 1790, Antoine Melchior Nodier, le père de Charles Nodier, alors maire de Besançon, fait expulser par des huissiers avec l'approbation de la municipalité, les Juifs Wolf et Caïn, pour avoir commercé plus longtemps que la loi ne le leur permet.
Le 27 septembre 1791, la citoyenneté française est octroyée aux Juifs, sous condition de prestation du serment civique. Des pogroms éclatent à la suite de la reconnaissance de la citoyenneté française des Juifs en Alsace et plus particulièrement dans le Sundgau, et quelques Juifs alsaciens sont pendus aux crocs des boucheries. Les survivants fuient vers le sud de la France et quelques familles s’installent à Besançon. En 1792, la communauté adresse à la municipalité bisontine une pétition en vue d’obtenir une synagogue. Les Juifs de la ville obtiennent peu après l’autorisation de se réunir dans l’ancien couvent des Cordeliers (actuel lycée Pasteur).
Ces nouvelles familles font rapidement l'objet d'attaques de la part du journal jacobin La Vedette. Ce journal reproche aux Juifs leur fidélité au judaïsme et leur repos le jour du Chabbat,,. En 1793, ils sont contraints de fermer leur lieu de prière, tout comme les catholiques. Cette situation s'apaise peu à peu les années suivantes, après la fin de la Terreur. En 1796, les Juifs (environ 86 personnes en 1808) de la ville acquièrent un nouveau cimetière dans l'actuelle rue Anne Frank, existant toujours aujourd'hui. Il est agrandi en 1839 et accueille de nos jours environ un millier de tombes.

### XIXesiècle
Le XIXe siècle est celui de la croissance pour la communauté juive bisontine. En effet, par deux fois, des Juifs alsaciens viennent s'établir à Besançon : la première fois après les émeutes antijuives d'Alsace ; la seconde après l'annexion de cette province par l'Allemagne en 1871. Les institutions communautaires embryonnaires au début du siècle se développent considérablement et les membres de la communauté s'illustrent dans l'économie et la politique locale, malgré certains sentiments antijuifs qui ressurgissent ponctuellement au sein de la population.

#### Démographie

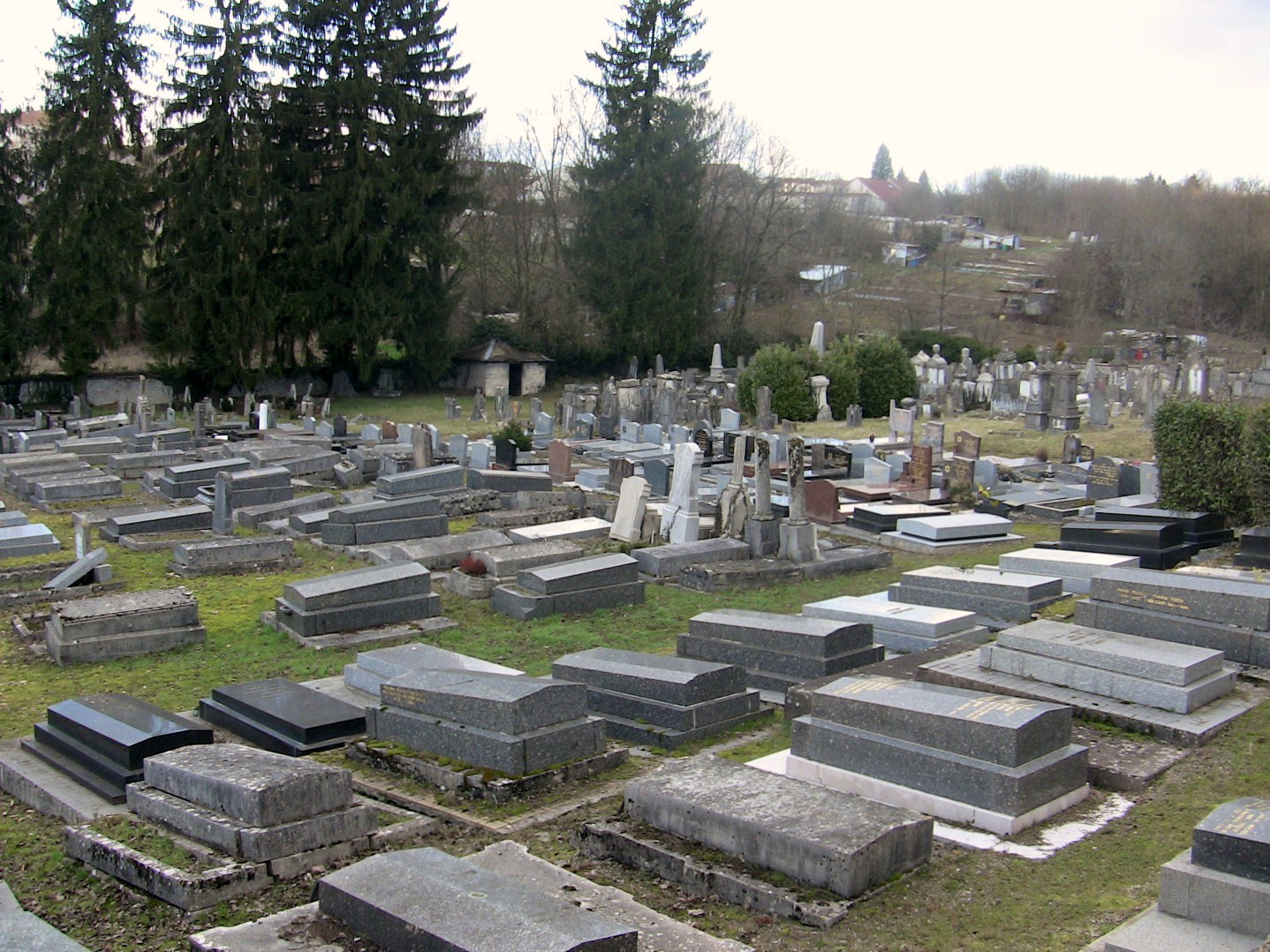
Le cimetière juif de Besançon, situé rue Anne Frank il fut acquis en 1796.

Le 29 mars 1808, Bigot de Préameneu, alors ministre des Cultes, demande au préfet du Doubs Jean Antoine Debry de recenser les Juifs dans le département. Le maire de Besançon, le baron Antoine Louis Daclin, dresse en conséquence une liste recensant tous les Juifs de la ville. Le résultat obtenu en 1809 conclut que la ville compte 28 chefs de famille juifs pour un total de 155 personnes. L'enquête indique aussi qu'une grande partie des Juifs de la ville est originaire de Haute-Alsace, et que les plus anciens d'entre eux se sont installés dans la capitale comtoise à partir de 1787.
La population juive continue à augmenter dans les années 1830, et on compte alors 120 familles dans la ville, soit 650 personnes.
Dans les années 1850 et 1860, la communauté forte alors d'environ 560 membres, occupe de nouveaux espaces urbains ; deux pôles semblent se dégager, le quartier populaire et fréquenté de Battant et La Boucle, centre historique de Besançon, notamment dans la Grande rue et la rue des Granges.
À la fin du XIXe siècle après l'occupation de l'Alsace par les Allemands et la guerre franco-prussienne de 1871, de nouveaux Juifs s'installent dans le quartier dit des Arènes, un secteur regroupant à l'époque un grand nombre de commerçants et de marchands ambulants. La vie de la communauté se recentre autour de la synagogue, dans le quartier de Battant. En 1872, un consistoire indépendant est créé à Besançon. À la fin du siècle, plusieurs Juifs bisontins affichent une grande réussite sociale et économique et sont présents dans les secteurs de l'industrie (60 % de l'industrie horlogère appartient à Lippman) et de la banque (famille Veil-Picard),. En 1897, le Consistoire central recense 763 Juifs à Besançon, ce qui est probablement sous-évalué, puisque, bien évidemment, certaines familles juives ne s'affilient pas à cette organisation.

#### Organisation communautaire

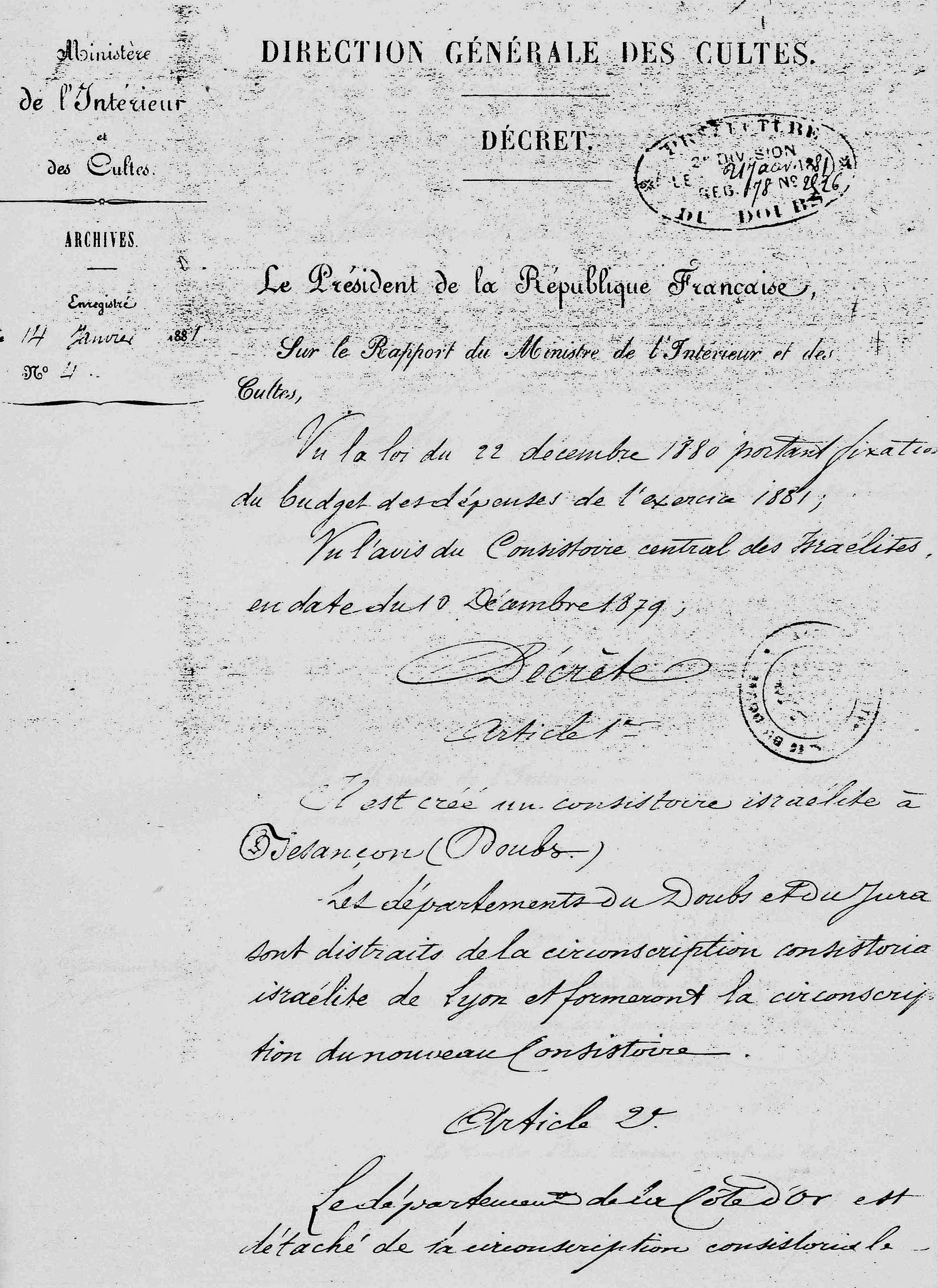
Décret de la Direction Générale des Cultes, daté du 14 janvier 1881 et autorisant la création d'un consistoire juif à Besançon.

La communauté bisontine envoie un délégué à l'Assemblée des notables juifs et au Sanhédrin convoqués par Napoléon. En 1804, après la période troublée de la Révolution, un rapport au préfet du Doubs mentionne la présence de Juifs qui résident dans la ville : « Leur synagogue n'est point organisée à Besançon. Ils s'assemblent cependant, mais sans chef permanent proprement dit. Un rabbin de Dijon vient, deux fois par an, présider leurs cérémonies. » Le seul lieu de culte juif à Besançon est dans les années 1830 une petite synagogue qu’une centaine de Juifs parmi les plus fortunés font aménager par l’architecte municipal Pierre Marnotte. L'édifice est situé au numéro 19, de la rue de la Madeleine et est reconnaissable par sa façade percée de fenêtres ogivales, mais le bâtiment s'avère trop vétuste pour continuer à servir de lieu de prière à la communauté qui grossit. L'actuelle synagogue de la ville est construite en 1869 quai Napoléon.
En 1808, une organisation centralisée juive, le Consistoire central, est créée par décret impérial ainsi que des consistoires régionaux ; les différentes communautés doivent y adhérer. Besançon est tout d'abord rattachée à Nancy en 1810 et doit payer son adhésion par une contribution de 42 470 francs,. Un décret du 24 août 1857 rattache la communauté de Besançon au consistoire de Lyon sans qu'elle ait besoin cette fois-ci de débourser de fonds. Un autre décret impérial du 1er août 1864 autorise la création d'un siège rabbinique dans la capitale comtoise. Peu après, Jacques Auscher, ancien rabbin de Saint-Étienne devient le premier Grand-Rabbin de la ville. En février 1870, il adresse une lettre au préfet du Doubs, demandant la création d'un consistoire pour les départements du Doubs et du Jura, détaché du consistoire de Lyon auquel les deux départements sont alors rattachés. Il écrit : « L'opportunité de notre demande se fonde d'abord sur les textes précis de la loi organique de notre culte, loi qui déclare obligatoire l'érection d'un Consistoire là où on peut réunir un groupe de 2000 Israélites, soit dans un seul département, soit dans plusieurs départements contigus. Besançon a déjà une communauté importante, des écoles, des Sociétés de Bienfaisance, un beau Temple, nouveau et riche, érigé grâce aux sacrifices de la communauté. » Près de dix ans après, malgré un avis favorable du préfet du Doubs qui transmet le document au Ministre des Cultes, rien ne change réellement.
Jacques Auscher écrit alors de nouveau au préfet : « Nous attendons en vain depuis 10 ans. Nous n'avons reçu que de bonnes paroles du Ministère des Cultes. 4000 francs seraient nécessaires et ne figurent pas au budget de 1881. Pourtant, ce serait un attrait puissant pour l'immigration alsacienne, déjà si forte dans cette région : et cette création est vivement désirée par un des groupes les plus nombreux des Israélites français. Enfin, l'attachement si profond des Israélites de cette région à notre excellent Gouvernement n'est il pas digne d'une récompense désirée depuis dix ans et qui chargera si peu, si faiblement notre budget national. » Le ministre de l'Intérieur et des Cultes, Ernest Constans, finit par donner satisfaction à la communauté. Le 13 janvier 1881, est officiellement créé un Consistoire pour le Doubs et le Jura, regroupant les communautés de Montbéliard, L'Isle-sur-le-Doubs, Baume-les-Dames, Dole ainsi que Lons-le-Saunier,.

#### Répartition géographique

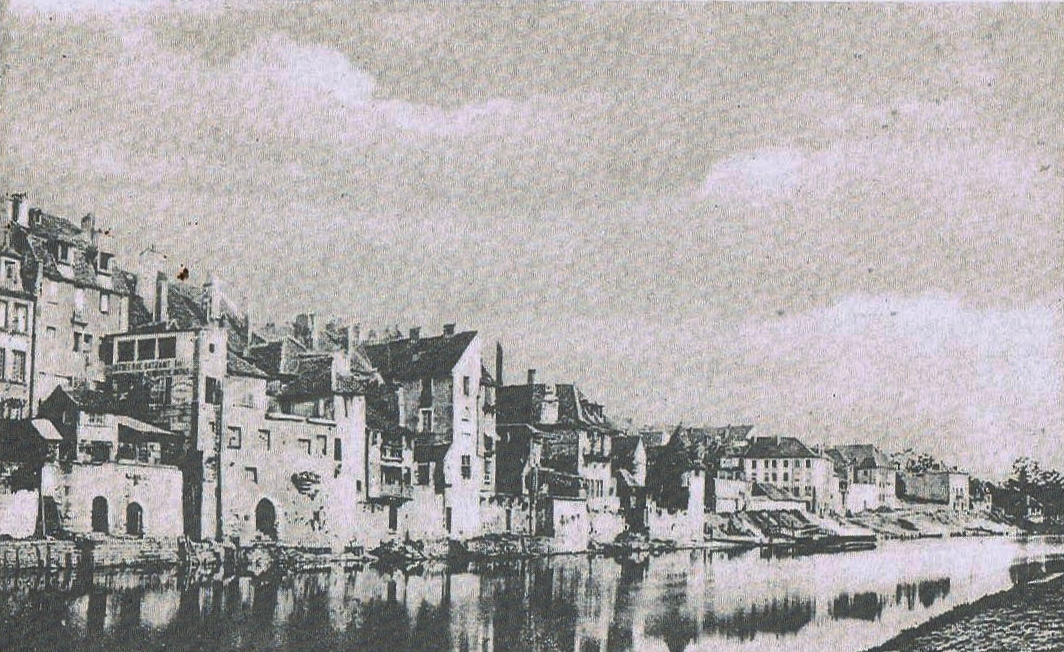
Quartier Battant, dans les années 1860.

Les Juifs de Besançon ont été, dès l'apparition de la communauté, établis dans des espaces géographiques spécifiques : ainsi, ils ont toujours privilégiés le quartier de Battant et plus particulièrement le quai de Strasbourg, le quai Veil-Picard, la rue Marulaz, la rue Richebourg, le fort Griffon ainsi que la grapille de Battant. En effet dès le Moyen Âge, les quelques Juifs bisontins étaient déjà centrés au niveau de la rue Richebourg, à proximité de leur cimetière médiéval aujourd'hui disparu, ayant même selon des écrits une « rue des Juifs » au XIIe siècle et XIVe siècle sans plus de précision,. À leur retour dans la ville, après l'émancipation et surtout au début XIXe siècle, ils retournent habiter naturellement dans ces secteurs, avec une préférence pour le quartier des Arènes comprenant la rue éponyme, la rue de Vignier, la rue de Charmont et la rue de Battant. Ils y pratiquaient alors une vie communautaire intense dans ce que l'on peut appeler concrètement un quartier juif, particulièrement autour de la synagogue des Arènes.
À partir des années 1850, la communauté se répartit sur deux secteurs : 211 personnes dans les quartiers Battant et Madeleine en 1851, soit près de la moitié des membres de la communauté, les autres essentiellement dans le secteur de la Boucle (186 personnes) et plus précisément Grande rue (66 personnes) mais très peu dans les zones périphériques (par exemple seulement deux foyers représentant 11 personnes à Saint-Claude). Ce déplacement est en partie dû à des phénomènes socio-économiques, la part la moins modeste des Juifs quittant les logements souvent insalubres de Battant, et désireux d'intégrer la sphère des élites de la cité,. Les négociants, les riches artisans, les professions libérales, les rentiers et les propriétaires résidaient principalement à l'intérieur de la boucle, alors que les Juifs les moins aisés, colporteurs, brocanteurs, journaliers, restent à Battant là où les traditions juives sont les plus vivaces,.
Les membres de la communauté ayant quitté Battant pour la Boucle veulent donc marquer leur réussite économique mais également être reconnus et intégrés à la société bourgeoise de la ville. Cette nouvelle intégration a pour conséquence un éloignement de la vie communautaire juive et de la pratique religieuse pour ces derniers. Le même phénomène est observé pendant l'entre-deux-guerres, où les populations juives originaires d'Europe de l'Est fraîchement arrivées s'installent aux alentours de la rue Bersot et Battant. Elles se déplacent progressivement dès 1936 vers le centre historique de la même façon que ces prédécesseurs, en lien avec une insertion sociale croissante dans la société majoritaire. Aujourd'hui, la dilution de la communauté et la dispersion de celle-ci fait qu'il n'existe plus de connotation juive au quartier Battant et Madeleine, excepté en ce qui concerne la présence de la synagogue de Besançon et les vestiges de l'ancien temple de Charmont. Il ne reste d'ailleurs plus beaucoup d'adeptes aux alentours de la synagogue, à l'exception notable des plus croyants.

#### Relations avec la population locale
Dans les années 1820, le maire de Besançon adresse au préfet du Doubs un rapport sur les Juifs de la ville : 
« Ils ont constamment donné des preuves de soumission et d'obéissance aux lois. Ils acquittent exactement leur contribution au Receveur général et Trésorier du département du Doubs. Ils ne se soustraient pas à la loi de la conscription militaire... Tous, suivant leurs moyens, se livrent à des spéculations commerciales : plusieurs vont travailler en horlogerie, d'autres achètent et revendent des étoffes, de l'argenterie, des bijoux, des objets de quincaillerie. »
Des frictions existent à la fin du XIXe siècle entre la communauté juive et la population locale restée très catholique, comme le signale en 1872 un juge de confession juive exerçant à Besançon qui indique qu'il rencontre de grandes difficultés dans son travail. Dans les années 1890, l'affaire Dreyfus, l'une des erreurs judiciaires majeures de l'histoire française éclate. Cette affaire, qui dure 12 ans, a lieu sur un fond d’espionnage et d'antisémitisme et divise profondément les Français, à tel point que la stabilité politique du pays est menacée. À Besançon, on craint que des pogromes éclatent, car l'antisémitisme est répandu. En effet, cette affaire sert de prétexte pour certains bisontins envieux de leur réussite pour s'en prendre aux Juifs. Cependant, le nouveau parti politique de la ville (radical socialiste) et la grâce puis la réhabilitation d'Alfred Dreyfus mettent un terme à ces rivalités.

### Première Guerre mondiale

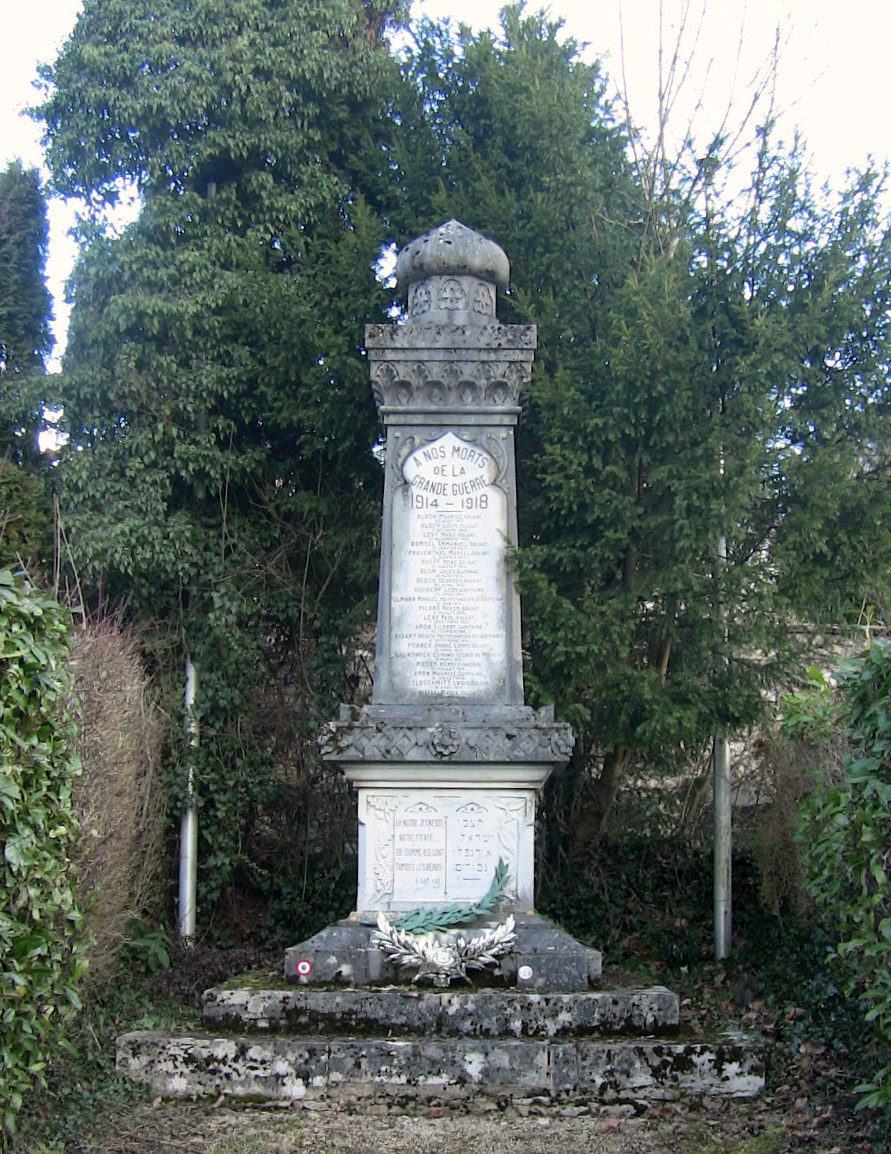
Le monument aux morts du cimetière juif.

La population juive de Besançon est touchée comme tous les Français par la Première Guerre mondiale. Un monument aux morts a été érigé à la mémoire des membres de la communauté bisontine tués au combat durant le conflit, à l'entrée du cimetière juif de la ville. Au pied du monument est inscrit « Ah ! notre jeunesse ! notre fierté... oh ! comme ils sont tombés les héros ! (II SAM 1.19.) », et une cocarde du souvenir français est également fixée au pied de l'édifice. Vingt noms sont gravés sur ce monument aux morts.

### Seconde Guerre mondiale
Durant les années 1930, un nombre significatif de Juifs originaires d'Allemagne, d'Autriche et de Pologne s'installent en France, craignant la montée de l'antisémitisme dans leurs pays d'origine. Si bien qu'en 1934, la ville de Besançon compte environ 2 500 Juifs, la plupart récemment installés, venant d'Europe de l'Est. Cette immigration ne fait que s'accentuer en 1939, avec l'Anschluss et la guerre entre les Alliés et l'Axe. Comme partout en France, la population juive est traquée par les autorités allemandes et vichystes. Durant cette période, 82 personnes originaires de Besançon trouvent la mort en déportation (dont une quarantaine de Juifs), et 302 dans le département du Doubs (dont 102 Juifs),,. Parmi ces victimes figurent les frères bisontins Jean et Pierre Chaffanjon tous deux déportés et assassinés, et dont une rue de Bregille porte le nom, ainsi que la famille Dreyfus dont cinq membres subissent le même sort, ou encore Colette Godchot. Cette dernière est arrêtée en plein cours le 24 février 1944 à l'âge de 18 ans. Elle est déportée à Auschwitz (Pologne) où elle meurt avec sa mère en 1944.
Plusieurs rouleaux de la Torah conservés au sein de la synagogue durant l'occupation allemande furent sauvés de la destruction grâce à Mgr Maurice-Louis Dubourg alors archevêque de Besançon, de son ami d’enfance le Dr Maxime Druhen ainsi que du chanoine Rémillet, curé de l’église Sainte-Madeleine,. Ils cachèrent ces rouleaux dans l’ouvroir de l’église jusqu’à la Libération de la ville, et les ont ainsi protégés de l’abandon et de la profanation.
Aujourd'hui, le musée de la Résistance et de la Déportation situé au cœur de la citadelle de Besançon, recueille un grand nombre d'objets et de documents sur cette page de l'histoire, en Europe, en France et en Franche-Comté. Le monument à la Libération, situé dans le secteur de la Chapelle des Buis, rappelle également le nom de tous les disparus de la guerre.

### De nos jours
Après-guerre, la communauté juive reprend lentement vie et compte 120 familles en 1960.
Environ 200 Juifs originaires d'Afrique du Nord s'installent à Besançon à la suite de l'indépendance du Maroc, de la Tunisie puis de l'Algérie, durant les années 1950-1960, au point que les offices à la synagogue sont aujourd'hui de rite séfarade.
La population juive en 2010 est d'environ 150 familles et comprend essentiellement des commerçants, des cadres et des employés. Dans les années 1970 est créée la « Maison Jérôme Cahen » (du nom du rabbin de Besançon dans les années 1960 et 1970), qui organise et concentre les actions communautaires, notamment des repas shabbatiques, des répétitions de théâtre, des cours de Talmud Torah. En lien avec celle-ci, elle sert de local aux associations juives de la ville, telles que l'Association Culturelle Israélite, les Amitiés judéo-chrétiennes, les Éclaireurs Israélites de France... et contribue ainsi à l'enseignement religieux et linguistique (cours d'hébreu moderne) en plus d'un approvisionnement en produits cashers,. Depuis 2008 existe également la station radio Shalom de Besançon.

## Les personnalités juives de Besançon

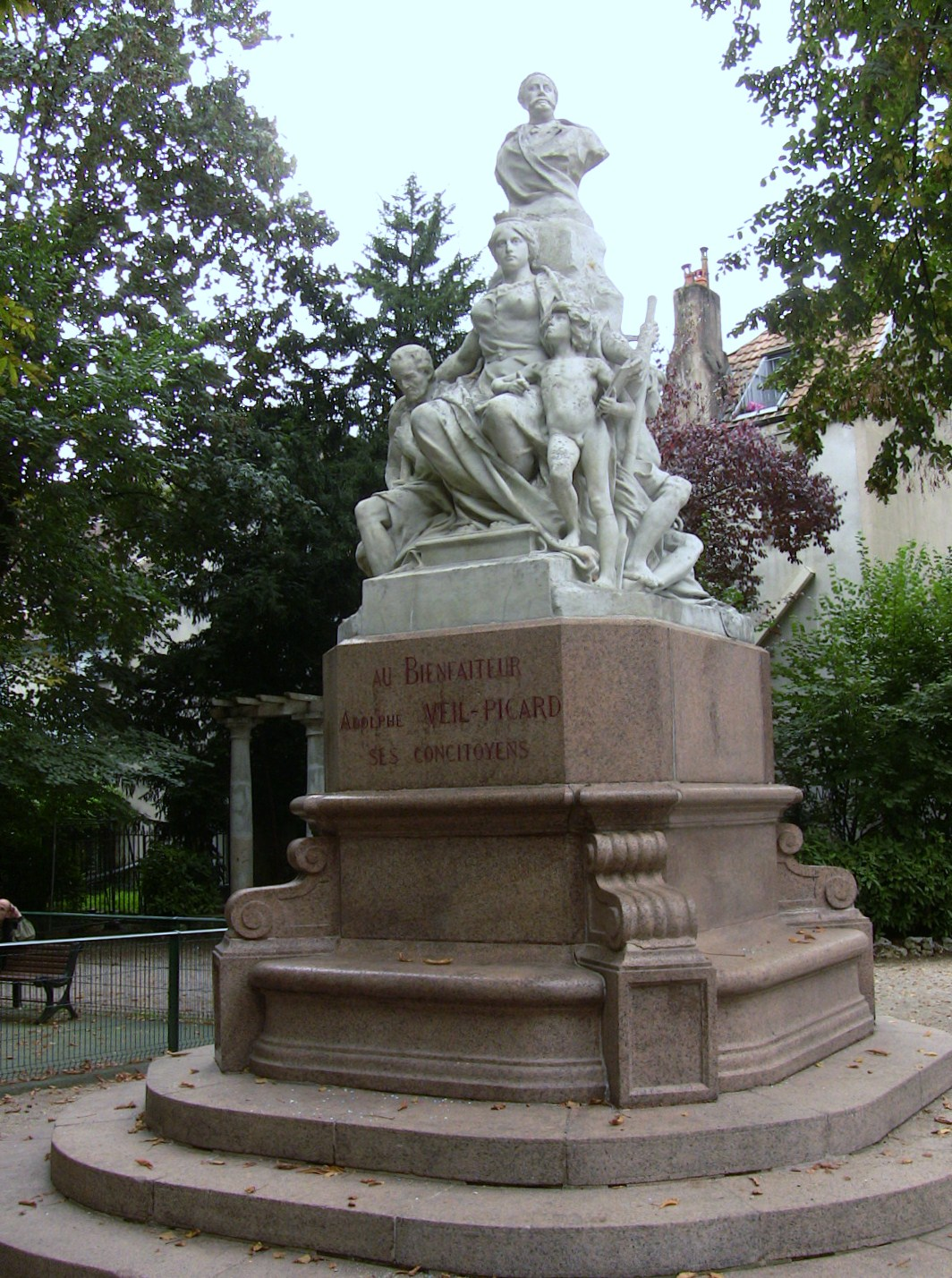
Monument Veil-Picard.

Un grand nombre des personnalités de Besançon sont d'origine juive par rapport à la taille de la communauté, et certaines ont laissé des traces de leur présence dans la ville, comme en témoigne le monument Veil-Picard, situé place Granvelle au cœur du centre historique, sur lequel est gravé « Au bienfaiteur Adolphe Veil-Picard, ses concitoyens ». En effet Adolphe Veil-Picard et son père, Aaron Veil-Picard subventionnent des travaux dans la ville, notamment l'agrandissement de l'hôpital Saint-Jacques ou encore la construction de l'actuel quai de Strasbourg. Adolphe participe également au développement de l'horlogerie locale et de l'industrie locale en général, fait de nombreux dons à des œuvres charitables et offre des sommes importantes pour l'aménagement de la place Bacchus ainsi que pour la construction du quai d'Arènes qui porte de nos jours son nom. L'un de ses huit enfants, Arthur-Georges, devient localement célèbre en tant que négociant et amateur d'art. Aujourd'hui encore, des descendants de cette famille résident à Besançon ainsi qu'en Alsace.

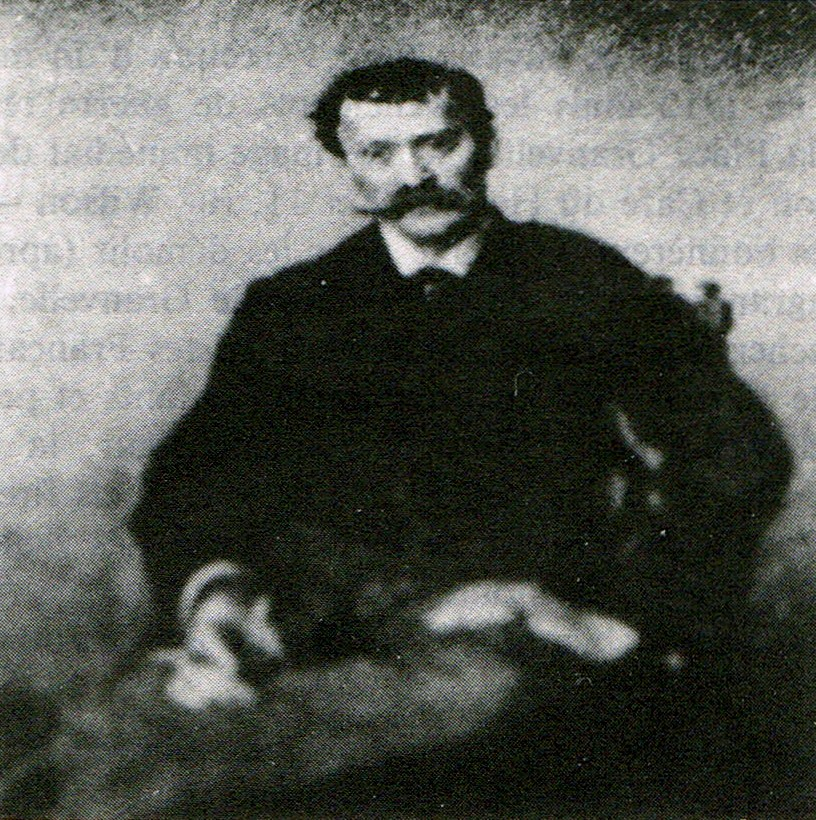
Arthur-Georges Veil-Picard, un des fils d'Adolphe Veil-Picard.

La famille Weil, considérée comme la fondatrice de la plus importante entreprise française de confection textile pour hommes, est également originaire de la ville. Installée à Besançon depuis 1872, elle est fondée par Joseph Weil, qui possède en 1878 l'une des plus grandes usines de confection de la ville. Cette entreprise ne cesse de croître jusqu'à devenir la plus importante entreprise française de textile masculin en 1965, employant 1 500 cette même année et devant même quitter le centre-ville pour s'installer dans des locaux plus spacieux à Fontaine-Écu,. La synagogue de Besançon connaît également quelques rabbins célèbres, tel Paul Haguenauer qui est Grand-Rabbin à partir de 1907, mais qui doit quitter la communauté bisontine le 2 août 1914 pour devenir aumônier militaire ou encore René Gutman du 1er janvier 1980 au 30 juin 1985, futur grand rabbin de Strasbourg. D'autres, tels que Constant Mayer, s'illustrent à l'étranger dans l'art et la culture.
Mais c'est certainement la famille Lipmann, arrivée à Besançon à la Révolution, fondatrice de la manufacture Lip, qui est la plus connue des familles juives de Besançon. Suivant les sources, c'est en 1800 ou/et en 1807 qu'Emmanuel Lipmann, peut-être président de la communauté juive de l'époque (il n'y avait pas de consistoire israélite en France avant 1808) offre une montre-gousset au Premier consul (1800) ou à l'Empereur Napoléon Ier (1807),,. Soixante ans plus tard, son petit-fils Emmanuel et ses enfants créent une entreprise d'horlogerie, le « comptoir Lipmann » qui vend le « chronomètre Lip » à partir de 1896. C'est après la Seconde Guerre mondiale que les montres Lip, sous l'impulsion de Fred Lipmann dont les parents sont morts à Auschwitz, atteignent leur apogée avec la première montre électronique et emploient 1 450 salariés dans les années 1960 à Palente, avant de sombrer dans les années 1970,.

## Bâtiments et institutions

### Le centre communautaire
Le centre communautaire juif, désigné par « Maison du rabbin Cahen » en référence à ce rabbin bisontin des années 1960, est situé rue Grosjean près de la gare Viotte. Il fut ouvert dans les années 1970, lorsque la communauté juive décide de s'ouvrir en dehors des activités proprement confessionnelles, en proposant des activités également culturelles. Il a pour fonction première de servir de local pour les associations liées au consistoire bisontin, comme l'Association Culturelle Israélite, les Amitiés judéo-chrétiennes, les Éclaireuses éclaireurs israélites de France, la Coopération féminine... en plus de l'accueil des repas shabbatiques, de représentations théâtrales, de nombreuses réunions avec les communautés voisines, de lieu d'enseignement de Talmud Torah et de l'hébreu, de maison pour jeunes, de garderie pour les plus petits et enfin de lieu de certaines cérémonies annexes.

### Les lieux de culte

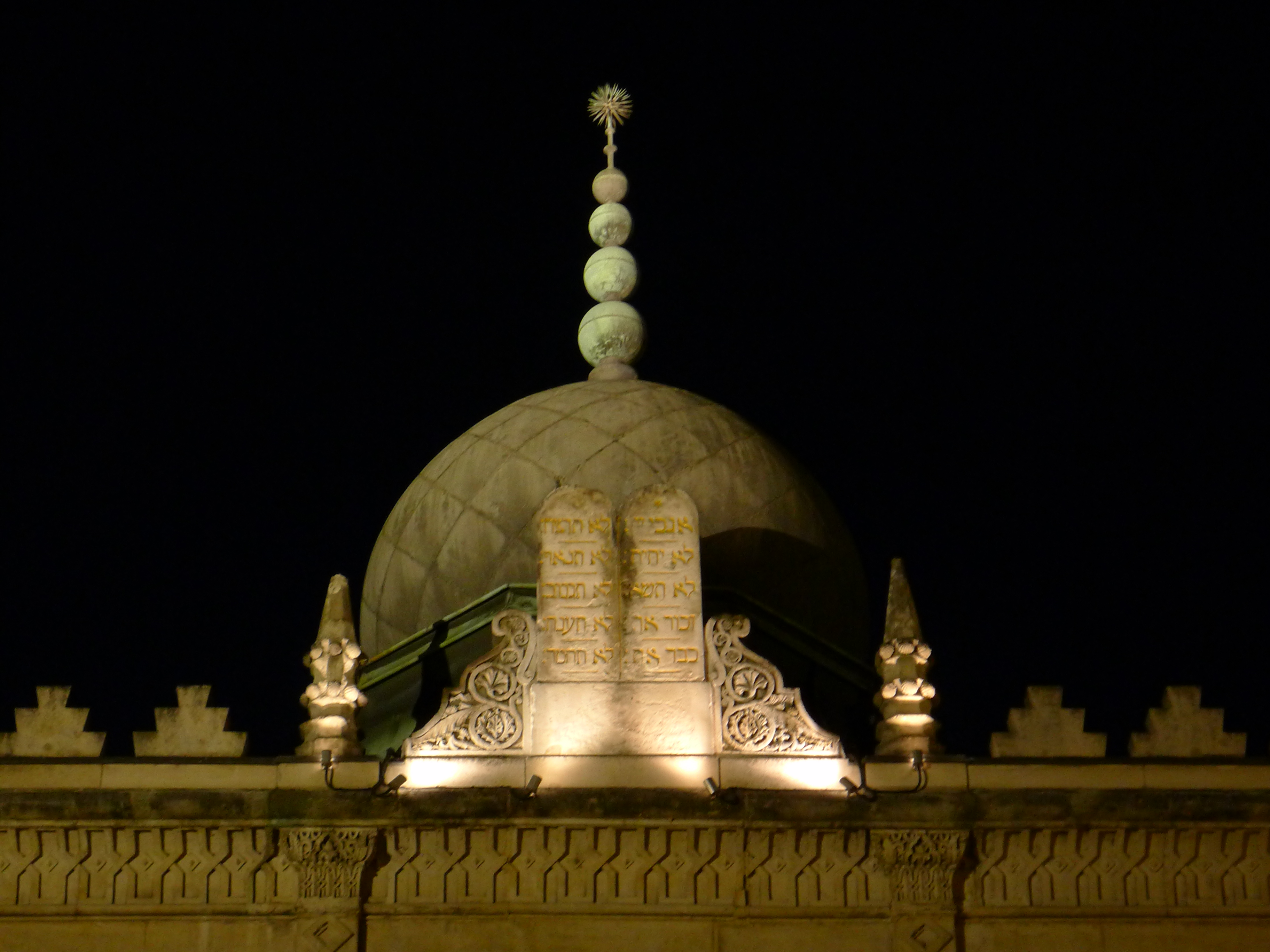
Tables de la Loi au fronton de la synagogue de Besançon.

La première synagogue bisontine était située dans le quartier de Battant, rue du Grand Charmont, et c'est sans doute parce qu'elle est placée dans cette petite rue qu'elle prend le nom de synagogue de Charmont. Ce lieu de culte était alors situé au premier étage d'une maison du XIIIe siècle, aménagé en un vaste et élégant local.
Mais le bâtiment devient trop exigu pour la communauté (600 personnes environ au XIXe siècle), et est remplacé par une autre synagogue rue de la Madeleine, qui cède ensuite elle-même sa place à l'actuelle synagogue, inaugurée le 18 novembre 1869. Cette nouvelle synagogue, située quai de Strasbourg, est de style arabo-mauresque. Sa conception est le fruit du travail de l'architecte franc-comtois Pierre Marnotte, c'est l'une des rares synagogues de ce style en Europe. L'édifice est classé monument historique depuis le 16 décembre 1984.

### Les cimetières

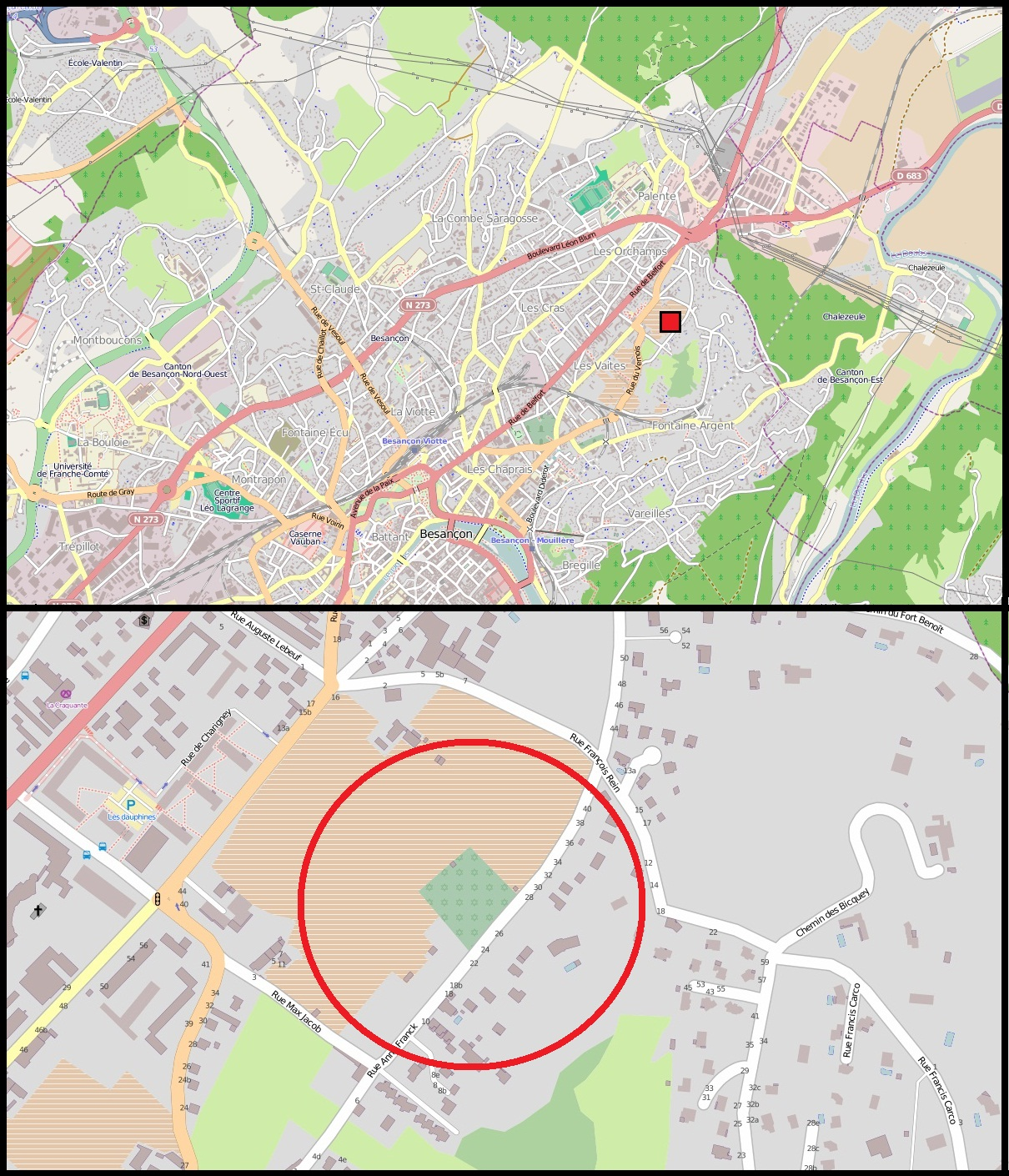
Location du cimetière juif de Besançon

Le premier cimetière juif de Besançon date certainement de la fin du Moyen Âge, et est situé à l'époque à proximité du quartier de Montrapon-Fontaine-Écu. Nommé cimetière de Calmoutier, il est finalement vendu par la municipalité en 1465. La communauté décide à la fin du XVIIIe siècle d'édifier un nouveau cimetière en périphérie de la ville, près du quartier de Bregille. On ne sait toujours pas ce qu'il est advenu de l'ancien cimetière juif de la ville, bien que la thèse la plus plausible soit que les tombes aient été transférées au nouveau cimetière.
L'actuel cimetière accueille d'imposantes tombes, comme celles de la famille Weil, de la famille Veil-Picard, de la famille Haas ou encore de Mayer Lippman. Le lieu comporte également à son entrée un monument aux morts, dédié à la mémoire des membres de la communauté juive bisontine tués au combat durant la Première Guerre mondiale.

### Le château de la Juive

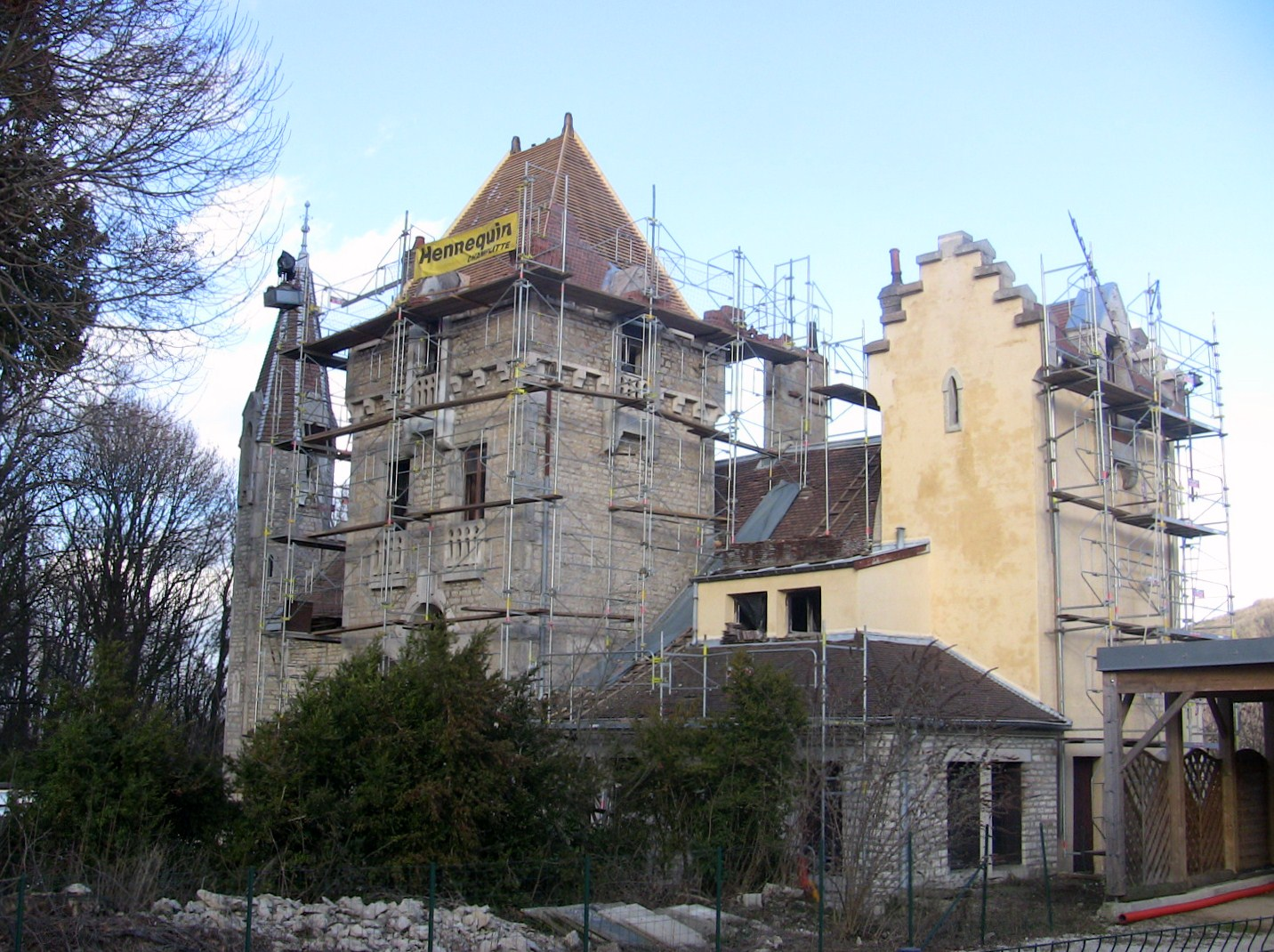
Le château de la Juive.

Construit au XVIIIe siècle, le château de la Juive doit son nom au fait qu'il appartient pendant longtemps à une famille juive de la ville, la famille Lipmann. Mayer Lippman (alors connu pour être le Juif le plus riche de la ville) fait du bâtiment sa maison de campagne, et le décore et le meuble richement. Marié à Babette Levy, il a quatre enfants : Alfred, Auguste, Nathalie et Dina. Cette dernière meurt après avoir donné naissance en 1827 à Reine Précieuse Léonie Allegri, appelée « la Juive », et qui laisse ce surnom à la demeure - alors qu'elle-même se désignait plus élégamment par l'expression « Dame de Clementigney »,.